# Casper Magnus Espman
Casper Magnus Espman, född 19 oktober 1720 i Tranås socken, död 1 januari 1791 under ett tillfölligt besök i Malmö var en svensk kommissionslantmätare och tecknare.
Han var son till kyrkoherden Jöns Nilsson Espman och Marna Munck och gift med Christina Helena Munck. Espman som var bosatt i Landskrona arbetade som lantmätare i Skåne. Han har efterlämnat flera detaljerade kartor över Lund. Vid sidan av arbetet var han verksam som tecknare och författare, han gav 1768 ut boken Korta underrättelser angående skånska kyrcio- och presterrättigheter